# Bồng Khê, Toại Ninh
Bồng Khê (chữ Hán giản thể: 蓬溪县, Hán Việt: Bồng Khê huyện) là một huyện thuộc địa cấp thị Toại Ninh, tỉnh Tứ Xuyên, Cộng hòa Nhân dân Trung Hoa. Huyện này có diện tích 1251 km2, dân số năm 2002 là 750.000 người.
Bồng Khê được chia thành 16 trấn và 15 hương.
- Trấn: Xích Thành, Thiên Phúc, Hồng Giang, Bồng Nam, Minh Phượng, Trách Long, Tam Phượng, Đại Thạch, Thường Lạc, Minh Nguyệt, Cát Tường, Tân Hộ, Văn Tỉnh, Cao Bình, Quần Lợi, Bảo Phạm.
- Hương: Tân Tinh, Bản Kiều, Hoè Hoa, Hoàng Nê, Quần Lực, Cao Thăng, Hồi Thủy, Tân Thắng, Kim Long, Hà Diệp, Nông Hưng, Hạ Đông, La Qua, Cát Tinh, Kim Kiều.